# 白翅鹊
白翅鹊（学名：Platysmurus leucopterus），是鸦科白翅鹊属的一种，分布于文莱、缅甸、新加坡（已绝灭）、泰国、印度尼西亚和马来西亚。该物种的保护状况被评为近危。
白翅鹊的平均体重约为180.0克。栖息地包括亚热带或热带的湿润低地林和亚热带或热带的沼泽林。